# Charles de Pechpeyrou-Comminges

Familiewapen de Pechpeyrou-Comminges

Ridder Charles de Pechpeyrou-Comminges (koninkrijk Frankrijk, 1e helft 17e eeuw - Martinique, 7 september 1702) was een marineofficier uit Frankrijk en koloniaal bestuurder in de Franse Antillen.

## Levensloop
Comminges werd geboren in de adellijke familie de Pechpeyrou-Comminges, afkomstig uit de provincie Quercy in de Languedoc. Zijn geboortedatum is onbekend doch moet in de eerste helft van de 17e eeuw te situeren zijn omwille van zijn titel in de Orde van Malta. Comminges droeg de titels van ridder van Guitaut en ridder van de Orde van Malta (vanaf 1639). Zijn ouders waren Louis de Pechpeyrou-Comminges, heer van Guitaut en Jeanne d’Eygua. Comminges was achtereenvolgens commandant in Paslières, gouverneur van Châtillon-sur-Seine en groot-baljuw van Auxois, in dienst van koning Lodewijk XIV van Frankrijk.
Nadien vocht hij bij de marine. De koning benoemde Comminges tot gouverneur van Martinique (1687-1689), gouverneur van Saint-Christopher (1689-1690), alsook luitenant-generaal van de Antillen (1691-1692, 1696-1697 en 1700-1702). De functie van luitenant-generaal was deze van plaatsvervangend gouverneur-generaal van de Antillen. De aanstelling op de Antillen als vervanger gebeurde dan ook telkens in kortlopende contracten, in afwachting dat Parijs een gouverneur-generaal stuurde. Comminges stierf in Martinique in het jaar 1702.
Hij liet een twintigtal brieven achter over zijn koloniaal bestuur.